# Episodi di Cardfight!! Vanguard G: GIRS Crisis
Cardfight!! Vanguard G: GIRS Crisis (カードファイト!! ヴァンガードG ギアースクライシス?, Kādofaito!! Vangādo G Giāsu Kuraishisu) è stato trasmesso originalmente in Giappone dall'11 ottobre 2015 al 10 aprile 2016 su TV Tokyo per un totale di 26 episodi. Le sigle sono YAIBA dei BREAKERZ (apertura) e Don't Look Back delle Rummy Labyrinth (Aimi Terakawa e Haruka Kudō) (chiusura).

Il logo della serie

Chrono, Shion e Tokoha partecipano alla Generation Quest, un torneo che gli farà affrontare forti avversari provenienti dal passato.

## Lista episodi
| Nº serie | Nº      | Titolo italiano (traduzione letterale) Giapponese 「Kanji」 - Rōmaji                                                              | In onda          | In onda |
| Nº serie | Nº      | Titolo italiano (traduzione letterale) Giapponese 「Kanji」 - Rōmaji                                                              | Giapponese       |         |
| 49 (245) | Turn 1  | Inizia la G Quest! 「Ｇクエスト開幕!」 - Ji Kuesuto kaimaku!                                                                      | 11 ottobre 2015  |         |
| 50 (246) | Turn 2  | Speciale Aqua Force 「スペシャルアクアフォース」 - Supesharu Akua Fōsu                                                            | 18 ottobre 2015  |         |
| 51 (247) | Turn 3  | Chrono contro Leon 「クロノvsレオン」 - Kurono VS Reon                                                                            | 25 ottobre 2015  |         |
| 52 (248) | Turn 4  | La trappola di Ace 「エースの罠」 - Ēsu no wana                                                                                   | 1º novembre 2015 |         |
| 53 (249) | Turn 5  | Rummy Labyrinth 「ラミーラビリンス」 - Ramī Rabirinsu                                                                             | 8 novembre 2015  |         |
| 54 (250) | Turn 6  | Una notte tempestosa 「あらしの夜」 - Arashi no yoru                                                                              | 15 novembre 2015 |         |
| 55 (251) | Turn 7  | Il risveglio di Shion 「かくせいのシオン」 - Kakusei no Shion                                                                     | 22 novembre 2015 |         |
| 56 (252) | Turn 8  | Un luogo di incontri occasionali 「めぐりあう場所」 - Meguriau basho                                                              | 29 novembre 2015 |         |
| 57 (253) | Turn 9  | Zoo Branch 「Zoo 支部」 - Zū Shibu                                                                                                | 6 dicembre 2015  |         |
| 58 (254) | Turn 10 | Il leggendario D 「でんせつのD」 - Densetsu no Dī                                                                                 | 13 dicembre 2015 |         |
| 59 (255) | Turn 11 | Lotta nuda 「はだかのファイト」 - Hadaka no Faito                                                                                 | 20 dicembre 2015 |         |
| 60 (256) | Turn 12 | Il fulmine di Kai 「かいのイナズマ」 - Kai no inazuma                                                                             | 27 dicembre 2015 |         |
| 61 (257) | Turn 13 | L'errore di calcolo di Ibuki 「いぶきの誤算」 - Ibuki no gosan                                                                    | 10 gennaio 2016  |         |
| 62 (258) | Turn 14 | Card Capital #1 「カードキャピタル一号店」 - Kādo Kyapitaru ichigōten                                                             | 17 gennaio 2016  |         |
| 63 (259) | Turn 15 | Mikuru Shindou 「新導 ミクル」 - Shindō Mikuru                                                                                    | 24 gennaio 2016  |         |
| 64 (260) | Turn 16 | Le ragazze di Vanguard si incontrano 「ヴァンガード女子会」 - Vangādo joshikai                                                    | 31 gennaio 2016  |         |
| 65 (261) | Turn 17 | Shion contro Ace 「シオンVSエース」 - Shion VS Ēsu                                                                                | 7 febbraio 2016  |         |
| 66 (262) | Turn 18 | TRY3 contro AL4 「トライスリーVSAL4」 - Toraisurī VS Erufō                                                                        | 14 febbraio 2016 |         |
| 67 (263) | Turn 19 | Chrono contro Ren 「クロノVSレン」 - Kurono VS Ren                                                                                | 21 febbraio 2016 |         |
| 68 (264) | Turn 20 | L'oscurità dell'associazione 「普及協会の闇」 - Fukyū kyōkai no yami                                                              | 28 febbraio 2016 |         |
| 69 (265) | Turn 21 | La trappola della zona oscura 「ダークゾーン支部しぶの罠」 - Dāku zōn shibu no wana                                               | 6 marzo 2016     |         |
| 70 (266) | Turn 22 | La notte prima della resa dei conti 「決戦前夜」 - Kessen zenya                                                                   | 13 marzo 2016    |         |
| 71 (267) | Turn 23 | La resa dei conti! Squadra Q4 - Tokoha contro Misaki 「決戦けっせん!チームQ4 トコカVSミサキ」 - Kessen! Chīmu Q4 Tokoka VS Misaki | 20 marzo 2016    |         |
| 72 (268) | Turn 24 | Shion contro Kai 「シオンVSかい」 - Shion VS Kai                                                                                  | 27 marzo 2016    |         |
| 73 (269) | Turn 25 | Chrono contro Kamui 「クロノVSカムイ」 - Chrono VS Kamui                                                                          | 3 aprile 2016    |         |
| 74 (270) | Turn 26 | GIRS Crisis 「ギアーズクライシス」 - Giāzu Kuraishisu                                                                             | 10 aprile 2016   |         |

## Home video

### Giappone
Gli episodi di Cardfight!! Vanguard G: GIRS Crisis sono stati pubblicati per il mercato home video nipponico in edizione DVD dal 25 maggio 2016 in unico box contenente anche un CD con la colonna sonora della serie.
| N° | Data           | Dischi | Episodi | Fonte |
| -- | -------------- | ------ | ------- | ----- |
| 1  | 25 maggio 2016 | 6      | 49-74   | [ 4 ] |